# ユリウス暦
| 暦法         | 今日の日付（協定世界時） |
| ------------ | ------------------------ |
| グレゴリオ暦 | 2025年04月09日           |
| ユリウス暦   | 2025年03月27日           |
| 更新         |                          |

ユリウス暦（ユリウスれき、羅: Calendarium Iulianum、伊: Calendario giuliano、英: Julian calendar）は、共和政ローマの最高神祇官・独裁官・執政官ガイウス・ユリウス・カエサルにより紀元前45年1月1日 から実施された、1年を365.25日とする太陽暦である。もともとは共和政ローマおよび帝政ローマの暦であるが、キリスト教の多くの宗派が採用し、西ローマ帝国滅亡後もヨーロッパを中心に広く使用された。

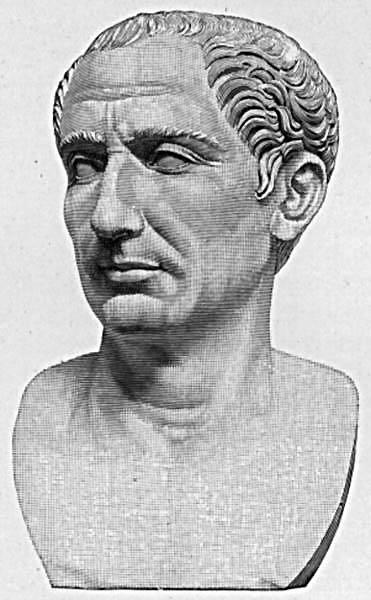
ユリウス・カエサルの胸像

ローマ教皇グレゴリウス13世が1582年10月4日の翌日から太陽年との誤差を修正したグレゴリオ暦を制定・実施し、現在では世界の多くの地域ではグレゴリオ暦が使用されているが、一部の教会・地域では現在でもユリウス暦を使用している。グレゴリオ暦を導入した地域では、グレゴリオ暦を新暦（ラテン語: Ornatus）、ユリウス暦を旧暦と呼ぶことがある。
天文学などで日数計算に用いられるユリウス通日は、ユリウス暦とは全く異なるものである。

## 概要
平均太陽年を365.25日とする太陽暦の一種であり、1年を365日とする年と4年に1回366日とする年を設けた。
```
      365（日）＋ 1/4（日） ＝ 365.25（日） …… 1年間の平均日数（平均年）
```

月は従来のローマ暦のものを基本的に踏襲し、月ごとの日数を調整して合計を平年の365日または閏年の366日とした。閏日が加えられる閏年は4年ごとに1回設けられ、ローマ暦時代の閏月と同じく2月に挿入された。
ユリウス暦は紀年法ではなく暦法である。すなわち、複数の紀年法が使用されており、起点とする年が異なっていた。4、5世紀頃のアレクサンドリアのキリスト教徒は、皇帝ディオクレティアヌスの即位（284年）を紀元とするディオクレティアヌス紀元を用いていた。6世紀のローマの神学者ディオニュシウス・エクシグウスは525年頃の著書『復活祭の書』（復活祭暦表）においてローマ建国紀元754年をイエス・キリスト生誕元年とするキリスト紀元（西暦）を考案した。キリスト紀元は10世紀頃に一部の国で使われ始め、15世紀以降には西ヨーロッパで一般化した。
キリスト紀元を用いたユリウス暦では、4で割り切れる年が閏年になるという特徴がある。これは偶然であり、上述の通りユリウス暦の考案とキリスト紀元の考案は大きく時代が隔てられている。しかし、グレゴリオ暦でもこの特徴が保たれるように暦が設定されている。
制定の経緯については、ローマ暦#末期のローマ暦を参照のこと。

## ユリウス暦の精度
ユリウス暦では、1年は365.25日 = 31 557 600 秒である。これに対して、実際の太陽年は、2015年時点で、31 556 925.168秒 = 約365.242 189 44日である。その差は、674.832 秒 = 11分14.832である。86 400 秒( = 1日)/674.832 秒 = 128.032 であるから、約128年で1日のずれが、約1280年で10日ものずれが生ずることになる。カエサルの活躍した古代においては格段に正確な暦ではあったが、このような時代的な限界もあった。ユリウス暦の制定後、約1500年が経過した1582年にグレゴリオ暦への改暦が行われたのはこのためである。

## キリスト教への採用
キリスト教の多くの宗派がユリウス暦を宗教暦として採用してからは、キリスト教の各行事を行う期日を定める基準としても使われるようになった。
イエス・キリストの処刑と復活の記事は、新約聖書において太陰太陽暦であるユダヤ暦に基づいて記述されている ため、復活祭の期日は、太陽暦であるユリウス暦のみでは決定できず、季節（太陽年）と月齢（太陰月）の双方に合わせる作業が必要となった。第一次ニケーア公会議は325年に、「春分日であるユリウス暦3月21日の後の最初の満月の次の日曜日」を復活の主日とするように定めた。このように規定した結果、ユリウス暦の誤差が復活祭の期日に直接影響することになった。4世紀には天文学的な春分日はユリウス暦3月21日頃であったが、16世紀後半になると10日も前のユリウス暦3月11日頃に到来するようになっていた。
カトリック教会はこの事態を受けて、3月21日を天文学的春分日に出来る限り近づける暦法を制定 して改暦することとなった。これがグレゴリオ暦である。グレゴリオ暦は1582年2月24日にグレゴリウス13世によって発布され、ユリウス暦1582年10月4日木曜日の翌日を以って、グレゴリオ暦同年10月15日金曜日とし、以降グレゴリオ暦を実施することとした。
しかし、グレゴリオ暦への改暦はローマ教皇の独断専行であってニケーア公会議の決定に反するとして、西ヨーロッパでも、プロテスタント地域を中心にグレゴリオ暦をすぐには採用しない地域が多かった。それでも、天文学的優秀性からグレゴリオ暦は徐々に広まっていき、最後まで残ったイギリスが1752年に採用したことで、西ヨーロッパの全ての地域が公式にグレゴリオ暦を使用するようになった。更に正教会圏や、他の宗教の地域でもグレゴリオ暦が使われるようになっており、今でもユリウス暦を用いているのは、正教会の一部等となっている（詳しくは後述。またグレゴリオ暦の記事を参照）。

## 運用
紀元前45年にカエサルがこの暦法を導入した際に閏年は4年に1回と決められたが、直後の紀元前44年にカエサルが暗殺された後、誤って3年ごとに1回ずつ閏日が挿入された。この誤りを修正するため、ローマ皇帝アウグストゥスは、紀元前6年から紀元後7年までの13年間にわたって、3回分（紀元前5年、紀元前1年、紀元4年）の閏年を停止した。紀元8年からは正しく4年ごとに閏日を挿入している。
紀元前45年から紀元8年までの間に、どの年に閏年が置かれていたのかについては、詳しい記録が残っておらず、何度か論議になった。紀元前45年から3年ごとという学者もいれば、紀元前44年から3年ごとという学者もいた。1999年にローマ暦とエジプト暦の両方の日付が記載された紀元前24年当時の暦が発見され、それを基にした最新の説によると、紀元前45年から紀元16年までの閏年の置かれ方は次のとおりである。
紀元前44年・紀元前41年・紀元前38年・紀元前35年・紀元前32年・紀元前29年・紀元前26年・紀元前23年・紀元前20年・紀元前17年・紀元前14年・紀元前11年・紀元前8年・（この間は閏年を置かず）・紀元8年・紀元12年・紀元16年（以後、4年ごと）。

### 紀元9年以降
紀元9年以降は以下のとおり、規則正しく運用されている。平年の1年の長さを365日とし、これを12の月に分割する。各月の長さは1月から順に次のとおり。
|           | 1月  | 2月  | 3月  | 4月  | 5月  | 6月  | 7月  | 8月  | 9月  | 10月 | 11月 | 12月 | 年間  |
| --------- | ---- | ---- | ---- | ---- | ---- | ---- | ---- | ---- | ---- | ---- | ---- | ---- | ----- |
| （1）平年 | 31日 | 28日 | 31日 | 30日 | 31日 | 30日 | 31日 | 31日 | 30日 | 31日 | 30日 | 31日 | 365日 |
| （2）平年 | 31日 | 28日 | 31日 | 30日 | 31日 | 30日 | 31日 | 31日 | 30日 | 31日 | 30日 | 31日 | 365日 |
| （3）平年 | 31日 | 28日 | 31日 | 30日 | 31日 | 30日 | 31日 | 31日 | 30日 | 31日 | 30日 | 31日 | 365日 |
| （4）閏年 | 31日 | 29日 | 31日 | 30日 | 31日 | 30日 | 31日 | 31日 | 30日 | 31日 | 30日 | 31日 | 366日 |

西暦年が4で割り切れる年を閏年とし、その年は、平年より1日多い366日とするために、2月の日数を1日増やして29日とする。
1月は季節でいうと冬至を過ぎた頃になる。

## 月名
現代日本語では各月は1月～12月の数字で表すことが多いが、古代ローマで使われていたローマ暦ではローマ神話やラテン語の数詞に由来する固有名があり、ユリウス暦でも月の名前はローマ暦のものを踏襲した。紀元前44年から、7月はユリウス・カエサルの名に因んで Julius ( Iulius ) と呼ぶようになり、彼を継いだアウグストゥスが閏年の扱いを修正した際に、その名に因んで8月は Augustus となった。その名称は語形変化を被りながらも現代でも英語・フランス語などのヨーロッパ諸言語にそのまま引き継がれている。
尚、アウグストゥス以降も多くのローマ皇帝が月に自分の名をつけようとし、カリグラは9月を Germanicus 、クラウディウスは3月を Claudius、ネロは4月を Neroneus 。ドミティアヌスは10月を Domitianus と改名した。9月についてはアントニヌス・ピウスが Antoninus と改名したほか、タキトゥスが Tacitus と改名した。11月はピウスの妻の名をとって Faustina となったり Romanus となったりした。コンモドゥスに至っては月に自分の名をつけるだけでなく、12の月全部の名を変更した。順に1月は Amazonius、2月は Invictus、3月は Felix、4月は Pius、5月は Lucius、6月は Aelius、7月は Aurelius、8月は自身の名である Commodus、9月は Augustus、10月は Herculeus、11月は Romanus、12月は Exsuperatorius であった。改名の企てはその皇帝の死とともに廃れ、すぐに元の月名に戻った。ユリウス暦で人名が月の名となって残ったのは、結局7月のJulius（Iulius）と8月の Augustus だけだった。

## 各月の長さ

### ヨハネス・ド・サクロボスコ説
13世紀の学者ヨハネス・ド・サクロボスコによれば、最初期のユリウス暦での月の長さは、規則的に1か月おきに大の月と小の月がくるようになっていた。サクロボスコによれば、紀元前46年まで使われていたローマ暦の各月の日数は、1月から順に次のとおりである。
| 1月  | 2月  | 3月  | 4月  | 5月  | 6月  | 7月  | 8月  | 9月  | 10月 | 11月 | 12月 | 合計  |
| ---- | ---- | ---- | ---- | ---- | ---- | ---- | ---- | ---- | ---- | ---- | ---- | ----- |
| 30日 | 29日 | 30日 | 29日 | 30日 | 29日 | 30日 | 29日 | 30日 | 29日 | 30日 | 29日 | 354日 |

この暦の日数はユリウス暦の1年の日数に比べて11日少ない。サクロボスコは、ユリウス暦への改暦の際に2月を除く各月の日数が1日ずつ増やされ、閏日は2月末に付加されるようにした、と考えた。サクロボスコによれば、当初カエサルが制定した各月の日数は次のとおりである。
|      | 1月  | 2月  | 3月  | 4月  | 5月  | 6月  | 7月  | 8月  | 9月  | 10月 | 11月 | 12月 | 合計  |
| ---- | ---- | ---- | ---- | ---- | ---- | ---- | ---- | ---- | ---- | ---- | ---- | ---- | ----- |
| 平年 | 31日 | 29日 | 31日 | 30日 | 31日 | 30日 | 31日 | 30日 | 31日 | 30日 | 31日 | 30日 | 365日 |
| 閏年 | 31日 | 30日 | 31日 | 30日 | 31日 | 30日 | 31日 | 30日 | 31日 | 30日 | 31日 | 30日 | 366日 |

そして、皇帝アウグストゥスが8月を自分の名に変更するのと同時に8月の日数を増やし、各月の日数を次のように変更した、と考えた。
|      | 1月  | 2月  | 3月  | 4月  | 5月  | 6月  | 7月  | 8月  | 9月  | 10月 | 11月 | 12月 | 合計  |
| ---- | ---- | ---- | ---- | ---- | ---- | ---- | ---- | ---- | ---- | ---- | ---- | ---- | ----- |
| 平年 | 31日 | 28日 | 31日 | 30日 | 31日 | 30日 | 31日 | 31日 | 30日 | 31日 | 30日 | 31日 | 365日 |
| 閏年 | 31日 | 29日 | 31日 | 30日 | 31日 | 30日 | 31日 | 31日 | 30日 | 31日 | 30日 | 31日 | 366日 |

8月の日数を増やしたのは、アウグストゥスが、自分の名をつけた8月がユリウス・カエサルの名にちなんだ7月よりも日数が少なくなることを嫌ったからだとされる。この結果、大の月と小の月が交互にやってくるというローマ暦の原則が崩された、とサクロボスコは考えた。

### 実際
現在では、ローマ暦末期の各月が大の月、小の月の順に交互にやってきていなかったことがわかっており、サクロボスコの解釈は誤りとされる。ローマ暦末期、カエサルが改暦をする前から3月・5月・7月・10月はもともと大の月で固定されていた。ローマ暦とユリウス暦では大の月の第15日目・小の月の第13日目は「イードゥース」という特別な名で呼ばれていたため、月の日数への言及がなくても、ある年のある月のイードゥースに関する言及があれば、その月が大の月か小の月かを推測できるのである。（ローマ暦を参照）
ローマ暦末期の各月の日数は、当時の壁に描かれた暦から、おそらく次のとおりである。
| 1月  | 2月  | 3月  | 4月  | 5月  | 6月  | 7月  | 8月  | 9月  | 10月 | 11月 | 12月 | 合計  |
| ---- | ---- | ---- | ---- | ---- | ---- | ---- | ---- | ---- | ---- | ---- | ---- | ----- |
| 29日 | 28日 | 31日 | 29日 | 31日 | 29日 | 31日 | 29日 | 29日 | 31日 | 29日 | 29日 | 355日 |

サクロボスコの見解は3世紀のケンソリヌスや5世紀のマクロビウスとも食い違い、またユリウス暦初期のマルクス・テレンティウス・ウァロによって記録された紀元前37年の暦とも食い違う。また、前述した1999年にエジプトで発見された紀元前24年の暦ではすでに8月の日付が31日まであり、これとも食い違う。

## 新年初日
改暦直前のローマ暦は1月1日が新年初日で、これはユリウス暦でも踏襲した。しかし、各地ではユリウス暦の導入後もこれとは異なる日付を新年初日とした。エジプトのコプト暦では8月29日に新年が始まる。いくつかの暦では、アウグストゥスの誕生日9月23日に新年を合わせた。ビザンチン暦はインディクティオに由来して9月1日に始まる。
中世のカレンダーはローマ人がしていたようにそれぞれ28から31日までの日を含む12の縦の列として1月から12月を表示し続けたため、すべての西ヨーロッパ諸国は1月1日を「元日」と呼び続けた。しかし、これらの国のうちのほとんどは12月25日・3月25日、あるいはフランスのように復活祭に新しい年を開始した。
2、3のイタリア都市国家を除くほとんどの西ヨーロッパ諸国は、グレゴリオ暦を採用する以前のまだユリウス暦を使っている間に、新しい年の最初の日を1月1日に移した。以下の表は各国が新年として1月1日を採用した年を示す。
| 国                                                      | 1月1日を採用した年 | 改暦した年 |
| ------------------------------------------------------- | ------------------ | ---------- |
| ヴェネツィア共和国                                      | 1522               | 1582       |
| 神聖ローマ帝国                                          | 1544               | 1582       |
| スペイン、ポルトガル                                    | 1556               | 1582       |
| プロイセン、デンマーク、ノルウェー                      | 1559               | 1700       |
| スウェーデン                                            | 1559               | 1753       |
| フランス                                                | 1564               | 1582       |
| 南ネーデルラント                                        | 1576               | 1582       |
| ロレーヌ                                                | 1579               | 1760       |
| ネーデルラント連邦共和国のうち ホラント州、ゼーラント州 | 1583               | 1582       |
| ホラント州とゼーラント州を除く ネーデルラント連邦共和国 | 1583               | 1700       |
| スコットランド                                          | 1600               | 1752       |
| ロシア                                                  | 1700               | 1918       |
| トスカーナ                                              | 1721               | 1750       |
| スコットランドを除く 大英帝国                           | 1752               | 1752       |
| セルビア                                                | ?                  | 1918       |

## ユリウス暦を使用する正教会
現代の西方教会はグレゴリオ暦を使用している。例外として、東方教会に分類されるがローマ教皇の教導下にある東方典礼カトリック教会の中には、ユリウス暦を使い続けているものがある。
正教会には現代でもユリウス暦を使用するものがある。ただし全ての正教会がユリウス暦を使用しているわけではなく、修正ユリウス暦と呼ばれる、2800年まではグレゴリオ暦と同じ日付となる新暦を使用している教会もある。
20・21世紀ではユリウス暦はグレゴリオ暦より概ね13日遅れとなるため、ユリウス暦を使用する教会では、日付で固定される祭日は13日遅れで祝われる事になる。たとえば降誕祭（クリスマス）については、ユリウス暦の12月25日は20・21世紀では概ねグレゴリオ暦の1月7日に相当するため、グレゴリオ暦1月7日に「12月25日のクリスマス」が祝われる。ただし復活大祭（パスハ）の計算のみは、フィンランド正教会とエストニア正教会を除いてユリウス暦で計算され、全ての正教会で祝日の統一が行われている。
| 使用している暦 | 教会 |
| ユリウス暦     | エルサレム総主教庁、アトス山（コンスタンディヌーポリ総主教庁管掌だが、ユリウス暦を使用）、グルジア正教会、ロシア正教会、セルビア正教会、日本ハリストス正教会、ウクライナ正教会 (モスクワ総主教庁系)、各地の旧暦派正教会 |
| 修正ユリウス暦 | コンスタンディヌーポリ総主教庁、アレクサンドリア総主教庁、アンティオキア総主教庁、ギリシャ正教会、キプロス正教会、ルーマニア正教会、ポーランド正教会、ブルガリア正教会、アメリカ正教会                                  |
| グレゴリオ暦   | フィンランド正教会、エストニア正教会 |

## グレゴリオ暦との差
前項の通り、現在でも一部ではユリウス暦を使用している。グレゴリオ暦との差は以下の表の通りである。
| ユリウス暦                    | グレゴリオ暦                   | 差          | 0時（協定世界時:UTC） の ユリウス通日 |
| ----------------------------- | ------------------------------ | ----------- | ------------------------------------- |
| 1582年10月4日                 | -                              | -           | 2 299 159.5                           |
| 1582年10月5日                 | 1582年10月15日                 | 10日        | 2 299 160.5                           |
| 1582年10月6日〜 1700年2月18日 | 1582年10月16日〜 1700年2月28日 | 10日        | 2 299 161.5〜 2 342 030.5             |
| 1700年2月19日〜 2月29日       | 1700年3月1日〜 3月11日         | [ 注釈 12 ] | 2 342 031.5〜 2 342 041.5             |
| 1700年3月1日〜 1800年2月17日  | 1700年3月12日〜 1800年2月28日  | 11日        | 2 342 042.5〜 2 378 554.5             |
| 1800年2月18日〜 2月29日       | 1800年3月1日〜 3月12日         | [ 注釈 12 ] | 2 378 555.5〜 2 378 566.5             |
| 1800年3月1日〜 1900年2月16日  | 1800年3月13日〜 1900年2月28日  | 12日        | 2 378 567.5〜 2 415 078.5             |
| 1900年2月17日〜 2月29日       | 1900年3月1日〜 3月13日         | [ 注釈 12 ] | 2 415 079.5〜 2 415 091.5             |
| 1900年3月1日〜 2100年2月15日  | 1900年3月14日〜 2100年2月28日  | 13日        | 2 415 092.5〜 2 488 127.5             |
| 2100年2月16日〜 2月29日       | 2100年3月1日〜 3月14日         | [ 注釈 12 ] | 2 488 128.5〜 2 488 141.5             |
| 2100年3月1日〜 2200年2月14日  | 2100年3月15日〜 2200年2月28日  | 14日        | 2 488 142.5〜 2 524 651.5             |
| 2200年2月15日〜 2月29日       | 2200年3月1日〜 3月15日         | [ 注釈 12 ] | 2 524 652.5〜 2 524 666.5             |
| 2200年3月1日〜 2300年2月13日  | 2200年3月16日〜 2300年2月28日  | 15日        | 2 524 667.5〜 2 561 175.5             |

## ユリウス年
正確に365.25日を1年とする時間単位をユリウス年といい、天文学で広く用いられる。例えば1光年は、真空中の光が1ユリウス年に進む距離である。
- 1 ユリウス年 = 365.25日 × 86 400 秒 = 31 557 600 秒